# Patinação de velocidade nos Jogos Pan-Americanos de 2011 - 300 m contra o relógio masculino
A competição dos 300 metros contra o relógio masculino foi um dos eventos da patinação de velocidade sobre rodas nos Jogos Pan-Americanos de 2011. Foi disputada por doze patinadores no Patinódromo Pan-Americano em 26 de outubro.

## Calendário
Horário local (UTC-6).
| Data          | Horário | Fase  |
| ------------- | ------- | ----- |
| 26 de outubro | 17:45   | Final |

## Medalhistas
| Ouro   | COL Pedro Causil     |
| Prata  | CHI Emanuelle Silva  |
| Bronze | ARG Juan Cruz Araldi |

## Resultados
| Pos.              | Patinador        | País               | Tempo  |
| ----------------- | ---------------- | ------------------ | ------ |
| Medalha de ouro   | Pedro Causil     | COL Colômbia       | 24s802 |
| Medalha de prata  | Emanuelle Silva  | CHI Chile          | 25s102 |
| Medalha de bronze | Juan Cruz Araldi | ARG Argentina      | 25s703 |
| 4                 | Guillermo Muñoz  | CUB Cuba           | 26s158 |
| 5                 | Jorge Martínez   | MEX México         | 26s255 |
| 6                 | David Ramos      | ESA El Salvador    | 26s309 |
| 7                 | Keith Carroll    | USA Estados Unidos | 26s322 |
| 8                 | David Cedeño     | ECU Equador        | 26s526 |
| 9                 | Javier Sepúlveda | PUR Porto Rico     | 26s547 |
| 10                | Jesús Guerrero   | GUA Guatemala      | 26s827 |
| 11                | Felipe Castillo  | VEN Venezuela      | 26s881 |
| 12                | Travis Shaw      | CAN Canadá         | 27s816 |